# カンフーレディー
「カンフーレディー」は、子供向けテレビ番組『ひらけ!ポンキッキ』（フジテレビ系列）の中で放送された楽曲。
作詞：三輪道彦、作曲・編曲：小山田暁。歌：吉田美智子（初期の放送用音源）、高田とも子、コスモス（レコード用音源・後期の放送用音源）。

## 概要
1980年9月5日にキャニオンレコードからシングル発売。型番はCX-124。シングルB面は作詞：高見映、作曲・編曲：角田圭伊悟（別名：角田佳伊吾）、歌：高橋愛美の「ポンキッキサンバ」。
番組の映像で演武している男性は中国武術研究家の松田隆智、女性は子役タレントの高田とも子（別名義：高田知子）。高田とも子は松田隆智から中国武術の指導を受けた。
以前から松田隆智の著書を愛読していた三輪道彦のアイデアによって制作されたという。
この曲を当初『ひらけ!ポンキッキ』で歌っていたのは吉田美智子（変名：うらいみさこ、くらっぷ）だったが、番組の意向によりレコードでは番組の映像にも出演していた高田とも子がメインボーカルを担当した。レコード発売以後は番組での歌唱も高田の歌に変更された。吉田美智子は高田版でもバックコーラスを担当している。レコードでの歌手名義は「高田とも子、コスモス」となっているが、コスモスとは吉田美智子の変名である。当時キャニオンレコードに所属していたコスモスという女性3人組のシンセサイザーバンドとは無関係である。
振り付けに中国武術（中国拳法）を取り入れた子供向けの歌として話題になり、シングルもヒット。30万枚を売り上げた。『朝日新聞』の夕刊に振り付けが掲載されたこともある。
本楽曲のヒットにより、続いて『ひらけ!ポンキッキ』で使用された「新体操」でも太極拳をイメージした映像が使用された。
撮影は横浜中華街の「萬珍樓」(赤いシャッターのお店)前の路上で行われた。

## カバー
カンフーレディー
- ACO（2007年、オムニバスアルバム『Rock for Baby』に収録）
- 水曜日のカンパネラ（2014年、カバーアルバム『安眠豆腐』に収録）